# 新綱島駅
新綱島駅（しんつなしまえき）は、神奈川県横浜市港北区綱島東一丁目にある、東急電鉄東急新横浜線の駅である。駅番号はSH02。

## 歴史
- 2015年（平成27年）5月19日：駅の予定地にあった綱島ラジウム温泉 東京園（前身は東京横浜電鉄直営の綱島温泉浴場）が休業。2016年に解体。
- 2016年（平成28年）9月5日：土地区画整理事業等の都市計画を決定[5]。
- 2017年（平成29年）2月15日：土地区画整理事業等の事業計画を決定[6]。
- 2020年（令和2年）
  - 8月10日 - 9月6日：駅名の公募を実施[7]。
  - 12月21日：東急電鉄が駅名に「新綱島駅」を選定[2]。
- 2022年（令和4年）10月21日：速達性向上計画の変更認定により、駅名が「新綱島駅」に正式決定[8][9]。
- 2023年（令和5年）3月18日：東急新横浜線開業とともに、当駅開業[4][2][3]。

### 駅名について
2020年8月10日から同年9月6日まで、港北区在住者などを対象に駅名の公募を実施し、同年12月21日に計画時の仮称と同名の「新綱島駅」が選定された。これは、綱島駅の東側にできる新しい駅・路線の新規性や将来性、東海道新幹線のアクセス拠点である新横浜駅との親和性や、綱島地区の新たな玄関口として、街全体のさらなる発展への期待を込められている。
なお、公募は「新綱島」・「東綱島」・自由記入のいずれかを選択する方式であり、結果は1位が「新綱島」、2位が自由記入の「綱島温泉」、3位が「東綱島」であった。

## 駅構造
島式ホーム1面2線を有する地下駅。南側に在る鶴見川を川底トンネルで避けて駅構内に進入するためにホームは地下34.9メートルの深さに位置し、地下5階に相当する。出改札階は地下3階である。両側の壁には「鶴見川」をテーマに水色のラインを入れ、他の壁にも青色や水色を散りばめている。

### のりば
| 番線 | 路線         | 方向 | 行先                                     |
| ---- | ------------ | ---- | ---------------------------------------- |
| 1    | 東急新横浜線 | 下り | 新横浜・二俣川方面                       |
| 2    | 東急新横浜線 | 上り | 渋谷・池袋・目黒・赤羽岩淵・西高島平方面 |

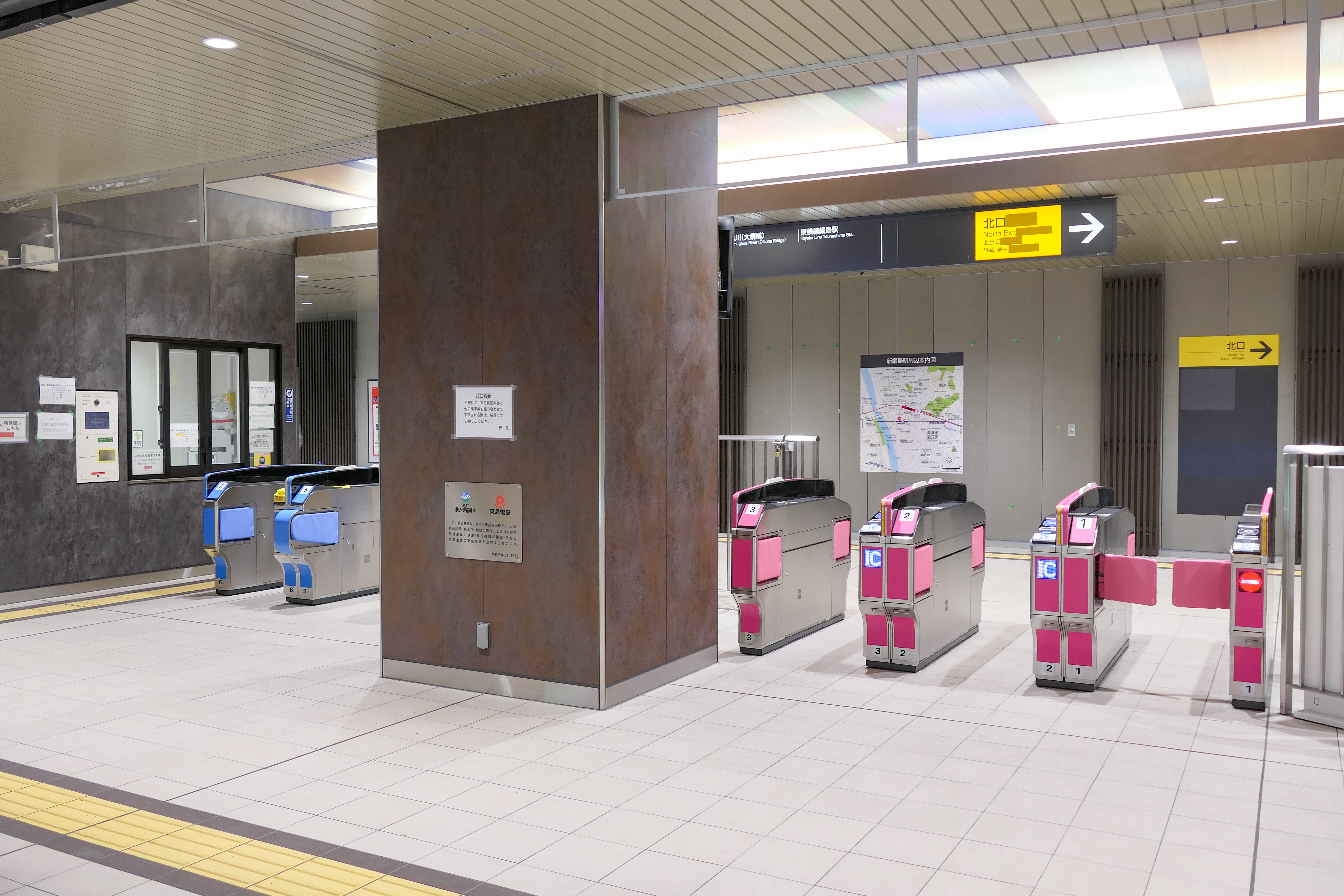
改札口（2023年3月）
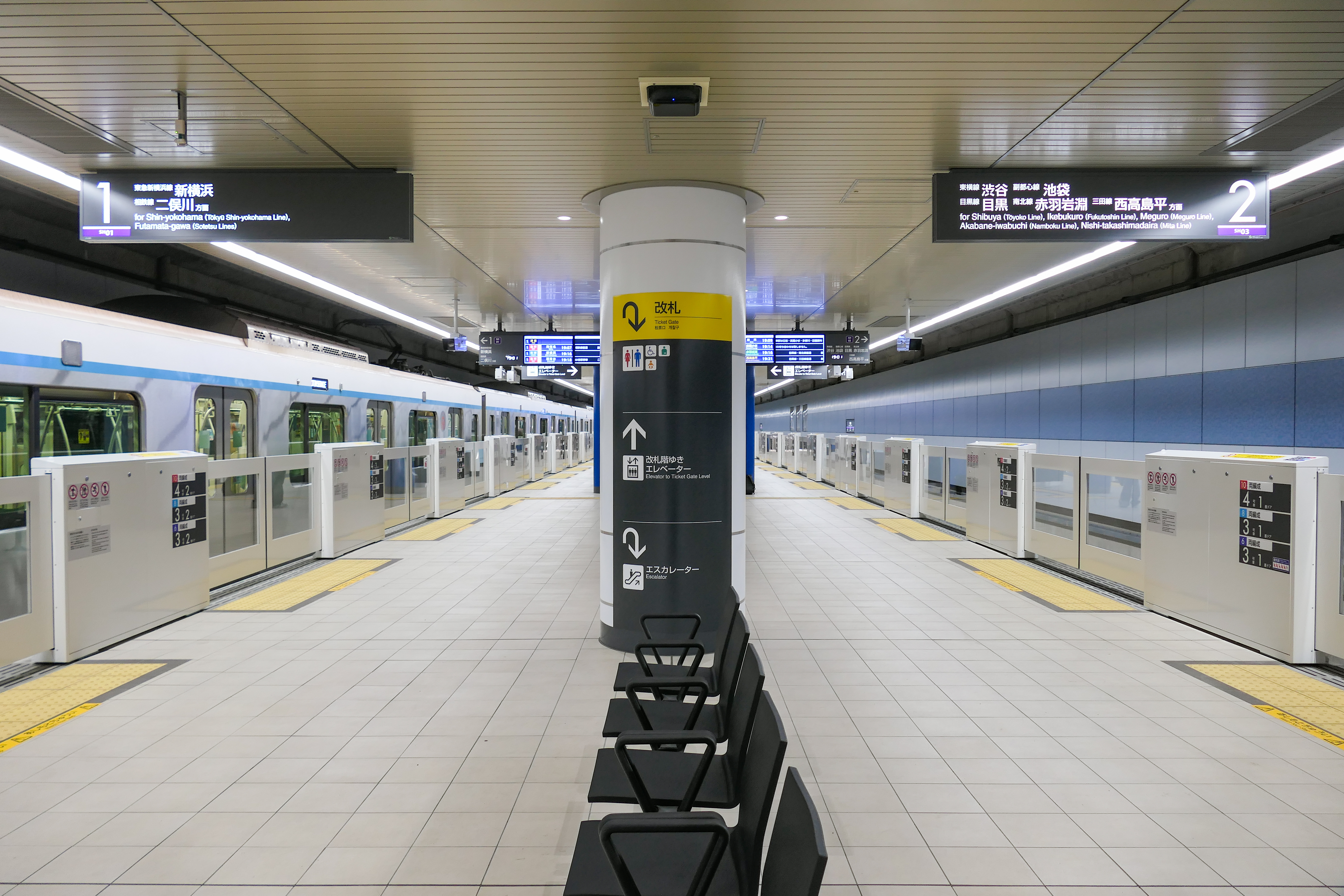
ホーム（2023年3月）

### 配線図
| ← 新横浜方面 | 新綱島駅 構内配線略図 | → 日吉方面 |
| 凡例 出典:   |                       |            |

## 利用状況
2024年度の1日平均乗降人員は16,473人である。
近年の1日平均乗降・乗車人員推移は下記の通り。
| 年度               | 1日平均 乗降人員 | 1日平均 乗車人員 | 出典 |
| ------------------ | ---------------- | ---------------- | ---- |
| 2022年（令和04年） | 13,794           | 6,595            |      |
| 2023年（令和05年） | 11,659           |                  |      |
| 2024年（令和06年） | 16,473           |                  |      |

## 駅周辺
- 綱島駅（東急東横線）
- 神奈川県道2号（綱島街道）
- 神奈川県道102号荏田綱島線
- 神奈川県道106号子母口綱島線
- 新綱島スクエア
  - 港北区民文化センター「ミズキーホール」
- きらぼし銀行新綱島支店
- おっ母さん食品館 綱島東店
- 大野屋 新綱島店
- フードワン 綱島店

### バス路線
新綱島駅南口・新綱島スクエアに隣接する綱島東線上に、2023年12月23日よりバスのりばが新設され、それまで綱島駅を発着していた路線の一部が移転した。以下の路線が乗り入れ、川崎鶴見臨港バス・横浜市交通局・東急バスにより運行されている。
| のりば | 系統 | 経由                                 | 行先             | 会社  | 備考                                           |
| ------ | ---- | ------------------------------------ | ---------------- | ----- | ---------------------------------------------- |
| 1      | 鶴03 | 駒岡・獅子ヶ谷                       | 鶴見駅西口       | ■臨港 |                                                |
| 1      | 鶴03 | 駒岡                                 | 駒岡車庫         | ■臨港 |                                                |
| 1      | 綱23 | 駒岡・トレッサ横浜・港北区総合庁舎前 | 新横浜駅前       | ■臨港 |                                                |
| 2      | 川51 | 末吉橋                               | 川崎駅西口       | ■臨港 |                                                |
| 2      | 川51 | 末吉橋                               | 尻手駅前         | ■臨港 | 平日夜2便と土休日深夜最終便のみ                |
| 3      | 13   | 一の瀬・三ツ池道                     | 鶴見駅前（東口） | ■市営 | 鶴見駅前発は綱島駅入口止まりのため乗り入れない |
| 3      | 59   | 菊名駅前・浦島丘                     | 横浜駅西口       | ■市営 |                                                |
| 4      | 日81 | 北綱島                               | 日吉駅東口       | ■東急 |                                                |
| 4      | 日93 | 駒岡                                 | 日吉駅東口       | ■東急 |                                                |
| 5      | 日92 | 南綱島住宅                           | 日吉駅東口       | ■東急 |                                                |

なお、駅西側の綱島街道上にある綱島駅入口停留所については「綱島駅#バス路線」を参照のこと（13系統を除き、いずれも新綱島駅を発着する）。

## 運賃計算
新綱島駅は綱島駅に近接するため、両駅から日吉駅方面の各駅への運賃は同額に設定される（東急新横浜線の加算運賃も新横浜 - 新綱島間にのみ設定される）。また、日吉 - 綱島間を含む定期券での日吉 - 新綱島間の乗車、あるいはその逆も可能となる。
ただし同一駅扱いではないため、当駅と綱島駅間の改札外乗り換えはできず（運賃通算対象外）、東横線横浜方面 - 東急新横浜線新横浜方面を利用した場合も、日吉駅乗り換えによる実際の乗車区間に基づいた運賃算出となる（綱島駅・新綱島駅接続とはならない）。

## 隣の駅
東急電鉄
 東急新横浜線
■急行・■各駅停車
日吉駅 (SH03) - 新綱島駅 (SH02) - 新横浜駅 (SH01)